# Glenea t-notata
Glenea t-notata é uma espécie de escaravelho da família Cerambycidae. Foi descrita por Charles Joseph Gahan em 1889.  É conhecida a sua existência no Nepal e Bangladesh.